# Крейсери типу «Партенопе»
Крейсери типу «Партенопе» (італ. Classe Partenope) — серія торпедних крейсерів Королівських ВМС Італії кінця XIX століття; 

## Історія створення
Наприкінці XIX століття у військово-морській теорії набув популярності напрямок «Молода школа». Відповідно до цієї концепції пропонувалась відмова від досягнення переваги у броненосцях. Натомість пропонувалось будівництво малих кораблів, озброєних торпедами, які могли би знищувати набагато більші військові кораблі, а також крейсерів, які би завдавали ударів по ворожому узбережжю та знищували морську торгівлю противника, підриваючи його економічний потенціал.
У рамках цієї концепції італійський кораблебудівник Бенедетто Брін, який до того спроєктував ряд броненосців італійського флоту, розробив проєкт торпедних крейсерів типу «Фольгоре». На базі цих ідей Карло Вінья спроєктував крейсери типу «Партенопе».

## Представники
| Назва                 | Верф                                                               | Закладений           | Спущений на воду     | Вступив у стрій       | Доля                                                              |
| --------------------- | ------------------------------------------------------------------ | -------------------- | -------------------- | --------------------- | ----------------------------------------------------------------- |
| Партенопе Partenope   | Regio Cantiere di Castellammare di Stabia, Кастелламмаре-ді-Стабія | 8 червня 1888 року   | 23 грудня 1889 року  | 11 вересня 1890 року  | Потоплений 24 березня 1918 року                                   |
| Мінерва Minerva       | Ansaldo, Генуя                                                     | 1 лютого 1889 року   | 27 лютого 1892 року  | 20 серпня 1892 року   | Виведений зі складу флоту у 1921 році розібраний на метал         |
| Еурідіче Euridice     | Regio Cantiere di Castellammare di Stabia, Кастелламмаре-ді-Стабія | 14 лютого 1889 року  | 22 вересня 1890 року | 1 травня 1891 року    | Виведений зі складу флоту у березні 1907 року розібраний на метал |
| Уранія Urania         | Cantieri navali Odero, Генуя                                       | 16 лютого 1889 року  | 18 червня 1891 року  | 21 липня 1893 року    | Виведений зі складу флоту у січні 1912 року розібраний на метал   |
| Іріде Iride           | Regio Cantiere di Castellammare di Stabia, Кастелламмаре-ді-Стабія | 21 лютого 1889 року  | 20 липня 1890 року   | 1 листопада 1892 року | Виведений зі складу флоту у 1920 році розібраний на метал         |
| Аретуза Aretusa       | Cantiere navale fratelli Orlando, Ліворно                          | 1 червня 1889 року   | 14 березня 1891 року | 1 вересня 1892 року   | Виведений зі складу флоту у 1912 році розібраний на метал         |
| Капрера Caprera       | Cantiere navale fratelli Orlando, Ліворно                          | 27 липня 1891 року   | 6 травня 1894 року   | 12 грудня 1895 року   | Виведений зі складу флоту у 1913 році розібраний на метал         |
| Калатафімі Calatafimi | Cantiere navale fratelli Orlando, Ліворно                          | 15 вересня 1891 року | 18 березня 1893 року | 16 січня 1894 року    | Виведений зі складу флоту у 1907 році розібраний на метал         |

## Конструкція
Суцільнометалевий корпус кораблів мав довжину 73,1 м, ширину 8,22 м та осадку 3,48 м. Його захищала броньована палуба товщиною 41 мм. Бронювання бойової рубки також становило 41 мм.
Силова установка складалась з 4 парових котлів та двох вертикальних парових машин потрійного розширення потужністю 3 884 - 4 422 к.с., що забезпечувало швидкість у 18-20 вузлів.
Озброєння складалось з однієї (на «Карпері» - двох) 120-мм гармати «QF 4.7-inch Gun Mk I–IV», шести 57-мм гармат «QF 6» та трьох 37-мм гармати.
На «Партенопе» та «Карпері» було встановлено 5, на решті кораблів - 6 торпедних апаратів калібром 450 мм.